# Ceraphron pulcherrimus
Ceraphron pulcherrimus är en stekelart som beskrevs av Alan Parkhurst Dodd 1914. Ceraphron pulcherrimus ingår i släktet Ceraphron och familjen pysslingsteklar. Inga underarter finns listade i Catalogue of Life.